# فردریک فورکهایمر
فردریک فورکهایمر (انگلیسی: Frederick Forchheimer؛ ۱۸۵۳ – ۱۹۱۳) یک متخصص پزشکی کودکان اهل ایالات متحده آمریکا بود.
شهرت او به واسطهٔ توصیف نقاط فورکهایمر است.
او در سال ۱۹۱۱، ریاست «انجمن پزشکان ایالات متحده آمریکا» را به عهده گرفت و دانشگاه هاروارد به او دکترای افتخاری علوم داد. او هنگام مرگ که به دنبال یک جراحی پروستات رخ داد، استاد دانشگاه سینسیناتی بود.